# Włatcy móch: Ćmoki, czopki i mondzioły
Włatcy móch: Ćmoki, czopki i mondzioły – pełnometrażowy film animowany, będący kinową wersją przygód postaci znanych z serialu Włatcy móch.
Premiera telewizyjna na kanale TV4 odbyła się 11 grudnia 2010.

## Fabuła
Film opowiada o przygodach znanych już z serialu postaci. Klasa II B jako zadanie domowe otrzymuje do napisania wypracowanie pod tytułem: „Kim zostanę, kiedy dorosnę”. Anusiak, Konieczko, Maślana i Czesio cały wieczór spędzają więc na przelewaniu na papier swoich marzeń. Następnego dnia rano, dumnie niosąc swoje wypracowania, przechodzą obok salonu wróżki Jowity. Ta pokazuje czwórce bohaterów ich przyszłość, w czasie o trzydzieści lat naprzód. Przepowiednia nie zgadza się z tym, co zostało napisane w wypracowaniach. Co prawda Anusiak jest królem, jednak jego „królestwem” jest miejscowy supermarket. Konieczko swoją karierę naukową zakończył na etapie nauczyciela mianowanego. Z kolei rekin finansjery Maślana dba o bilans środków czystości w toalecie miejskiego banku. Jedynym, który nie może znaleźć swojego dorosłego wcielenia, jest Czesio (chłopiec-zombie).
Bohaterowie wspólnie postanawiają, że nigdy nie będą dorośli. Próbują wielu sposobów, m.in. palenia papierosów i obciążania głów kamieniami. Jeden z uczniów klasy II B, Zajkowski (którego główni bohaterowie lubią gnębić), dowiedziawszy się o przepowiedni zaślubin Andżeliki (jego dziewczyny) i Maślany, postanawia zabić konkurenta i jego przyjaciół, co mu się udaje poprzez otrucie ich. Zmienia to zupełnie bieg historii – to Zajkowski zostaje w przyszłości nauczycielem, w złości zaczyna strzelać do uczniów i zostaje aresztowany przez policję, z czego relacje oglądają w telewizji zombie Anusiak, Konieczko, Maślana, Czesio, Higienistka, pani Frał, Marcel oraz Pułkownik. Główni bohaterowie są szczęśliwi, że już na zawsze zostaną dziećmi.
Oprócz głównego wątku w filmie pojawia się również poboczny wątek wyjazdu pluszaków do Pekinu (Chinlandii), w trakcie którego zostają one uprowadzone przez komunistyczną służbę bezpieczeństwa i torturowane w celu zdobycia informacji na temat sposobu produkcji żywych zabawek. Drugim pobocznym wątkiem jest znajomość Marcela i Pułkownika z niedawno pochowanym abstynentem, hrabią von Etoh (jego nazwisko jest grą słów, EtOH to jedna z możliwych form zapisu etanolu), który zamierza ich wyleczyć z alkoholizmu, co im się nie podoba.

## Produkcja
Reżyseria: Bartosz Kędzierski

Scenariusz: Bartosz Kędzierski

Muzyka: Behavior

Scenografia: Tomasz Przydatek, Andrzej Przydatek

Montaż: Bartosz Kędzierski

Obsada głosowa:
- Bartosz Kędzierski –
  - Czesio,
  - Przekliniak,
- Krzysztof Kulesza –
  - Anusiak,
  - ojciec Maślany,
  - listonosz,
  - proboszcz,
  - policjant I
- Adam Cywka –
  - Maślana,
  - Zajkowski
- Beata Rakowska –
  - Konieczko,
  - Andżelika,
  - Pedeciak,
  - Przytulasek,
  - matka Anusiaka,
  - prezenterka TV
- Krzysztof Grębski –
  - Higienistka,
  - Marcel,
  - Pułkownik,
  - ojciec Anusiaka,
  - ojciec Konieczki,
  - Bóg,
  - laryngolog,
  - policjant II,
  - Zębas
- Elżbieta Golińska – pani Frał
- Anna Błaut – stewardesa
- Wiesław Cichy –
  - kurator,
  - pielęgniarz I,
  - pielęgniarz II,
  - magazynier I
- Aneta Głuch –
  - nietoperz,
  - Maciuś,
  - dama,
  - obłąkana pacjentka
- Andrzej Olejnik –
  - klient,
  - ochroniarz,
  - wampir,
  - magazynier II,
  - antyterrorysta
- Michał Paszczyk – obłąkany pacjent
- Kinga Preis –
  - Jowita,
  - Sandra
- Edyta Skarżyńska –
  - klientka,
  - ochroniarka
- Maciej Tomaszewski – Hrabia von Etoh
- Grzegorz Wojdon –
  - Zenek,
  - pan Tseng,
  - chiński celnik,
  - Antuan
- Bogna Woźniak –
  - panda,
  - chińska spikerka

Producent wykonawczy: Paweł M. Pewny
Prace nad filmem rozpoczęto w kwietniu 2008. W listopadzie tego samego roku ujawniono tytuł powstającej produkcji. Nagrania wszystkich dialogów zostały ukończone w czerwcu 2008. Dialogi nagrywano we wrocławskim studiu dźwięku Voiceland.
Patronem medialnym filmu i współautorem jest stacja telewizyjna TV4.

## Odbiór
W weekend otwarcia film obejrzało ponad 157 tysięcy widzów. Ostatecznie osiągnął wynik rzędu 370 651 widzów, stając się 15. najpopularniejszą produkcją pierwszego półrocza 2009 w polskich kinach.

## Nagrody
| Rok  | Ceremonia                     | Kategoria                                                                 | Wynik   |
| ---- | ----------------------------- | ------------------------------------------------------------------------- | ------- |
| 2008 | Festiwal Zwiastunów Filmowych | Grand Prix nagroda publiczności za najlepszy zwiastun filmu premierowego. | Wygrana |